# Артарслан, Батухан
Хасан Батухан Артарслан (тур. Hasan Batuhan Artarslan; 25 мая 1994 года, Вакфыкебир) — турецкий футболист, полузащитник турецкого клуба «ББ Эрзурумспор».

## Клубная карьера
Батухан Артарслан — воспитанник футбольного клуба «Трабзонспор». Первоначально он на правах аренды выступал за «1461 Трабзон» в Первой и Второй лигах. В сезоне 2016/2017 Артарслан также будучи в аренде играл за команду Первой лиги «Шанлыурфаспор». Летом 2017 года он вернулся в «Трабзонспор». 12 марта 2018 года Батухан Артарслан дебютировал в турецкой Суперлиге, выйдя на замену в самой концовке гостевого поединка против клуба «Акхисар Беледиеспор».